# Conrad Electronic
Conrad Electronic SE è un rivenditore online europeo di prodotti elettronici con sede a Hirschau, in Baviera.
La compagnia è stata fondata a Berlino nel 1923 da Max Conrad. Ultimamente, la direzione è passata a suo figlio Klaus Conrad nel 1973 e poi a suo figlio, Werner, nel 1997.
Oltre alla sede centrale del gruppo Conrad in Germania, ci sono uffici locali in Francia, Slovacchia, Svezia, Svizzera, Italia, Paesi Bassi che coprono l'intera regione del Benelux e l'Austria, Regno Unito. Conrad ha il proprio centro di acquisto a Hong Kong e un magazzino centrale in Germania. Conrad ha acquisito la compagnia britannica Rapid Electronics Ltd con sede a Colchester Essex nel dicembre 2012.